# Крупський (Сальський район)
Кру́пський (рос. Крупский) — хутір Сальського району Ростовської області Російської Федерації. Входить до складу Сандатовського сільського поселення.

## Географія

### Вулиці
- вулиця Горького,
- вул. Красна,
- вул. Крупської.

## Населення
За переписом населення 2010 року мешкає 140 осіб